# 笔架

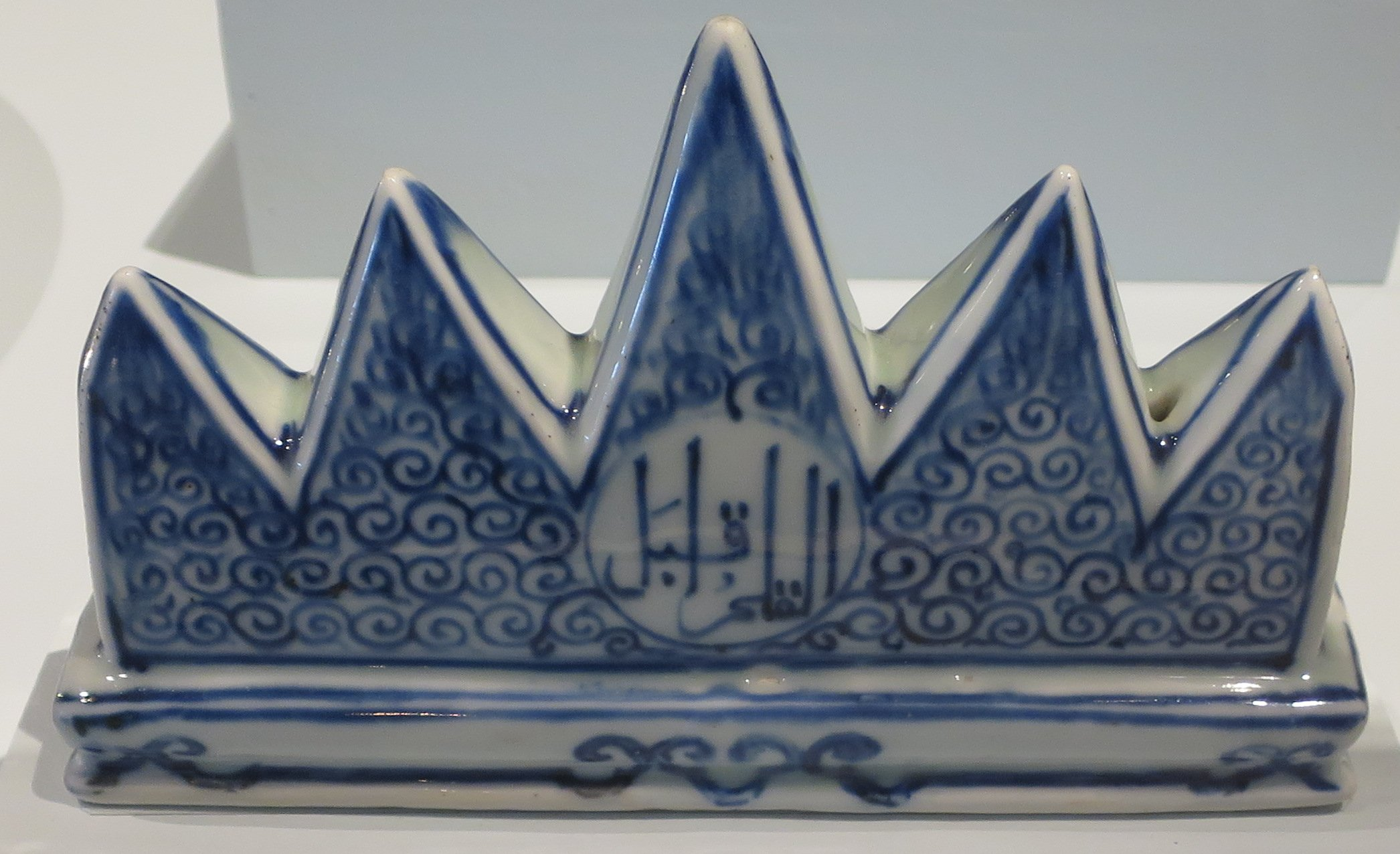
放上毛筆的五峰山形笔架

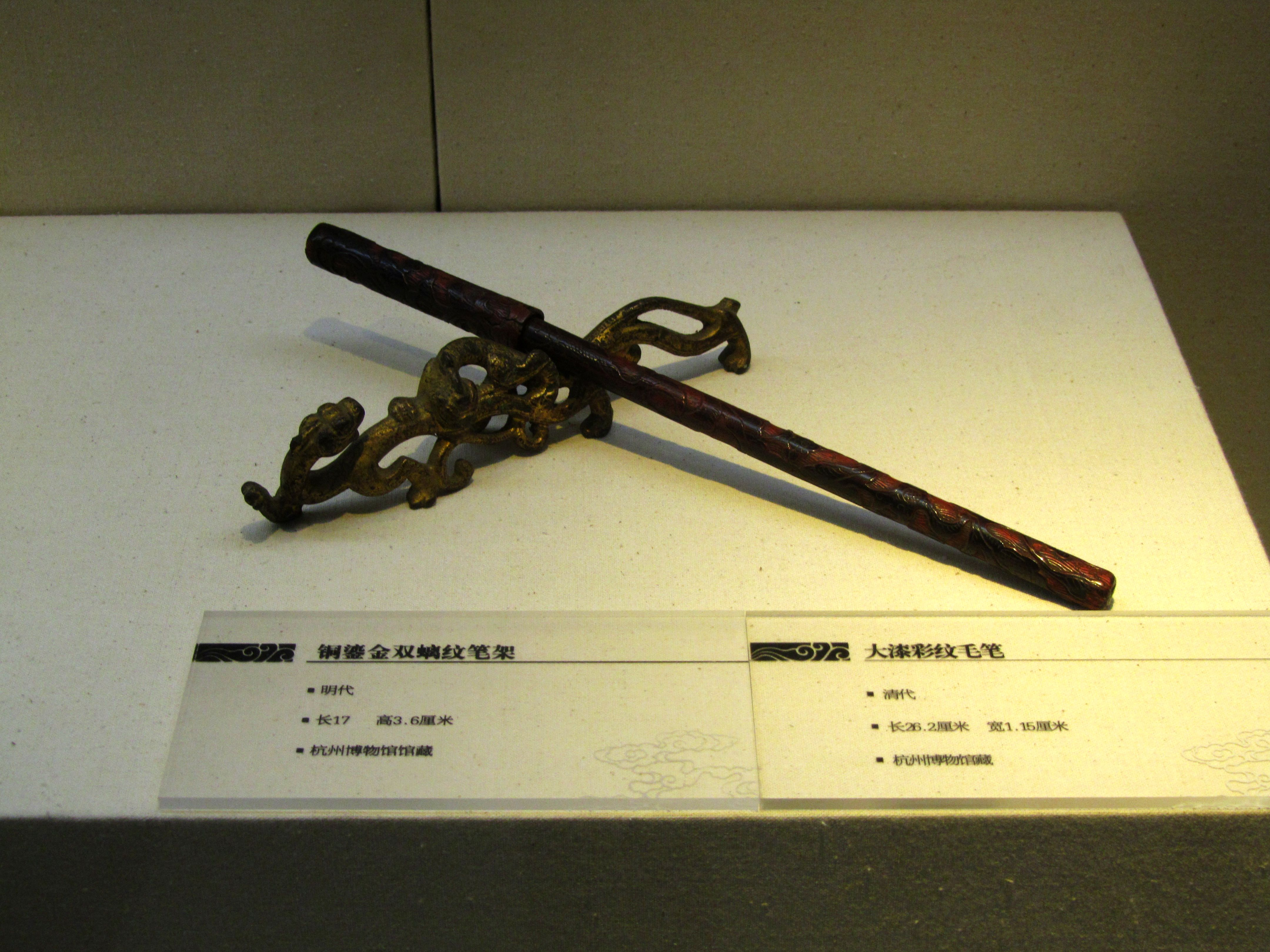
明代铜鎏金双螭纹笔架和清代大漆彩纹毛笔，杭州博物馆藏。

笔架亦称笔格，为古代东亚地区放在案头、用于卧搁着墨毛笔的文具，当书写或绘画需要停笔时即将湿笔置放其上。笔架的材料有木、石、铜、玉和瓷质等，形状各异，以多峰山形笔架（峰数一般不过五峰）最为常见。

## 延伸阅读
[在维基数据编辑]
 《欽定古今圖書集成·理學彙編·字學典·筆格部》，出自陈梦雷《古今圖書集成》